# 变根紫堇
变根紫堇（学名：Corydalis linstowiana）为罂粟科紫堇属下的一个种。

## 扩展阅读
維基物種上的相關：变根紫堇